# Brockton (Massachusetts)
Brockton è una città degli Stati Uniti d'America, capoluogo assieme a Plymouth della contea di Plymouth nello stato del Massachusetts.

## Amministrazione

### Gemellaggi
- Ripa Teatina, città natale del padre di Rocky Marciano